# Springer (Oklahoma)
Springer es un pueblo ubicado en el condado de Carter en el estado estadounidense de Oklahoma. En el año 2010 tenía una población de 	700 habitantes y una densidad poblacional de 18,62 personas por km².

## Geografía
Springer se encuentra ubicado en las coordenadas 34°18′16″N 97°8′11″O / 34.30444, -97.13639 (34.304569, -97.136499).

## Demografía
Según la Oficina del Censo en 2000 los ingresos medios por hogar en la localidad eran de $32,000 y los ingresos medios por familia eran $35,375. Los hombres tenían unos ingresos medios de $35,500 frente a los $18,864 para las mujeres. La renta per cápita para la localidad era de $15,640. Alrededor del 7.9% de la población estaban por debajo del umbral de pobreza.